# Vojnovići
Vojnovići (cyr. Војновићи) – wieś w Bośni i Hercegowinie, w Republice Serbskiej, w gminie Foča. W 2013 roku liczyła 26 mieszkańców.